# Na Běhání
Na Běhání, auch Běháň (deutsch Bihana) war ein 213 m hoher Hügel in Tschechien. Er befand sich jeweils zweieinhalb Kilometer südöstlich von Chabařovice bzw. nordwestlich von Trmice.

## Geographie
Der Na Běhání erstreckte sich auf 2,2 Kilometer Länge und 0,8 Kilometer Breite zwischen den Tälern des Zalužanský potok (Senselnbach) und Ždírnický potok (Sernitzbach). Umliegende Ortschaften waren Hrbovice im Norden, Předlice im Osten, Trmice im Südosten, Tuchomyšl im Süden, Otovice und Roudníky im Südwesten, Vyklice im Westen sowie Chabařovice im Nordwesten.
Heute ist der Höhenzug bis auf den nordöstlichen Abhang entlang der Straße von Chabařovice nach Předlice abgebaggert. In dem Tagebaurestloch entstand der See Milada, am nordwestlichen Teil des Hügels befand sich über der Stadt Chabařovice eine Giftmülldeponie. Derzeit werden sowohl die ehemalige Braunkohlengrube als auch die Deponie am Stadtrand von Chabařovice rekultiviert.

## Geschichte
Nach der Belagerung von Aussig durch die Hussiten fanden am 14. Juni 1426 auf dem Na Běhání die entscheidenden Kämpfe der Schlacht bei Aussig statt. Dabei schlugen die von Andreas Prokop und Zikmund Korybut geführten Hussiten ein unter dem Kommando von Boso von Vitzthum stehendes Meißnisches Ritterheer, das zum Entsatz von Aussig nach Böhmen eingerückt war. Auf deutscher Seite fielen dabei etwa 4000 Mann, die Anzahl der gefallenen Hussiten ist nicht überliefert.
Zum Gedenken an die Schlacht wurde im 17. Jahrhundert auf der Bihana eine steinerne Säule errichtet. Nach der Gründung der Tschechoslowakei bildete sich ein Verein zur Errichtung eines Denkmals für die bedeutsame Schlacht. Die Pläne sahen den Bau einer musealen Gedenkhalle sowie eines 18 m hohen Turmes in der Form eines Hussitenschildes mit Kelch vor. Das monumentale Projekt scheiterte jedoch an Geldmangel, so dass nur die Gedenkhalle realisiert werden konnte. Die aus Steinen historisch bedeutsamer Orte errichtete Gedenkhalle wurde anlässlich des 500. Jahrestages der Schlacht bei Aussig 1926 feierlich eingeweiht. Nach der deutschen Besetzung wurde die Gedenkhalle am 21. Juni 1941 auf Anordnung des Aussiger Regierungspräsidenten Hans Krebs gesprengt.
Bis 1953 lagen die Trümmer der Gedenkhalle auf dem Hügel, danach wurden sie abgetragen und aus Resten der Halle ein einfaches Denkmal errichtet.
Das Denkmal wurde 1986 abgebaut, da der Braunkohlentagebau Chabařovice mit dem Abbau des Na Běhání begann. Anschließend waren die Einzelteile des Denkmals im Museum von Ústí nad Labem deponiert. Im Jahre 2000 erhielt das Denkmal einen neuen Standort am Johanneskirchlein bei Chabařovice am nordwestlichen Fuße des Hügels.
Um den Hügel rankten sich mehrere Sagen, u. a. vom Blutloch sowie vom Birnbaum an der Bihana.